# ABMAP
ABMAP, também conhecido como Animal Bone Metrical Archive Project - "Projeto de Arquivo Métrico de Ossos Animais (em português)", consiste em uma coleção de dados métricos sobre os principais animais domésticos registrados na Universidade de Southampton, juntamente com os dados de algumas outras fontes, em particular o Serviço de Arqueologia do Museu de Londres (MoLAS). Enquanto os dados são principalmente da Inglaterra, é aplicável a uma área geográfica mais ampla. Armazenado em um formato de arquivo neutro, está disponível gratuitamente para ensino, aprendizagem e pesquisa.

## Base de dados
O projeto teve como objetivo coletar medições das principais espécies domésticas encontradas em sítios arqueológicos na Inglaterra. O banco de dados incluiu aproximadamente 25.000 ossos, predominantemente de gado bovino e ovino, mas também de porco, cavalo, cachorro, cabra, galinha doméstica e ganso. O conjunto de dados é organizado por espécies, elemento anatômico, período e tipo de sítio.